# Spainsat NG
Spainsat NG es un programa español de satélites de comunicaciones destinado a desarrollar satélites de nueva generación para cubrir las necesidades de comunicaciones seguras gubernamentales y militares de España.
La dirección industrial del programa corre a cargo de un consorcio de cuatro contratistas formado por Airbus Defence and Space y Thales Alenia Space en España y Francia. También participarán otras empresas del sector espacial español como Acorde, Anteral, Arquimea, Crisa, GMV, Iberespacio, Indra, INVENTIA, Sener y Tecnobit. La participación pública incluye al Ministerio de Defensa, el Ministerio de Industria, Comercio y Turismo, el CDTI, el INTA y la ESA. El operador será Hisdesat.
El programa Spainsat NG comprende dos satélites, el Spainsat NG I y el Spainsat NG II, los cuales estarán situados en órbita geoestacionaria y operarán en banda X, banda Ka militar y UHF. Dichos satélites se basarán en la plataforma Eurostar Neo, el nuevo producto satelital de telecomunicaciones geoestacionario de Airbus. Esta plataforma constituye una significativa evolución de la fiable plataforma Eurostar. Las cargas útiles de comunicación de ambos satélites serán proporcionadas por la industria española, siendo Airbus en España el responsable de la carga útil de banda X y Thales Alenia Space en España el responsable de las cargas útiles de las bandas Ka y UHF. 
Los satélites dispondrán de protección contra interferencias, así como de la capacidad de geolocalizar con precisión el origen de las mismas, y probablemente también dispondrán de protección contra explosiones nucleares a gran altura (HANE).
El primer satélite, el Spainsat NG I, fue lanzado el 30 de enero de 2025 y ocupa la posición GEO 29° E, reemplazando al satélite XTAR-EUR. Se prevé que el segundo, Spainsat NG II, sea lanzado también en 2025 y ocupe la posición GEO 30° O, reemplazando al satélite Spainsat. Los satélites Spainsat NG tendrán una vida útil operativa de 15 años, permaneciendo en servicio hasta 2040. En ambos lanzamientos se empleará un cohete Falcon 9 de SpaceX.
En octubre de 2020, el programa Spainsat NG superó la revisión preliminar del diseño, y en diciembre de 2021 superó la revisión crítica de diseño.